# Sławomir Fabicki

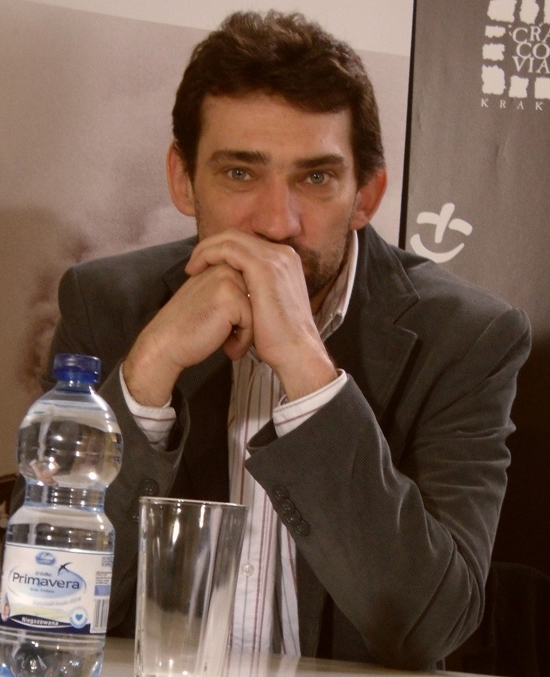
Sławomir Fabicki (2011)

Sławomir Fabicki (* 5. April 1970 in Warschau) ist ein polnischer Filmregisseur und Drehbuchautor. Fabickis Karriere beim Film begann 1997, als er sein Regiedebüt bei dem Kurzfilm Wewnętrzny 55 gab. Internationale Bekanntheit erlangte Fabicki durch seine Oscar-Nominierung bei der Oscarverleihung 2002 in der Kategorie „Bester Kurzfilm“ für A Man Thing. Für seinen Film Z Odzysku erhielt er eine Nominierung beim Europäischen Filmpreis 2016 in der Kategorie „Bester Nachwuchsfilm“.

## Filmografie (Auswahl)
- 1997: Wewnętrzny 55 (Kurzfilm)
- 1999: Bratobójstwo (Kurzfilm)
- 2001: A Man Thing (Męska sprawa, Kurzfilm)
- 2006: Z Odzysku
- 2012: Miłość